# Алыча
Алыча́, или сли́ва растопы́ренная, или слива вишнено́сная (лат. Prúnus cerasífera) — плодовое деревянистое растение; вид рода Слива подсемейства Сливовые семейства Розовые. Одна из исходных форм сливы домашней.
Другие названия этого вида: алыча вишневидная, алыча культурная, слива вишнёвоплодная, алыча растопыренная.

## Этимология
По М. Фасмеру, слово алыча происходит из азербайджанского aluča — «мелкая слива», а также «прекрасный сорт садовых слив». Этот термин в русский язык попал в XIX веке из азербайджанского, но само азербайджанское слово является иранизмом.

## Систематика
H. В. Ковалёв в 1955 году выделял не один, а несколько видов алычи, объединяемых в цикл Cerasiferae.
- Prunus cerasifera Ehrh. — алыча;
- Prunus caspica Kovalev & Ekimov — алыча каспийская;
- Prunus iranica Kovalev — алыча иранская;
- Prunus ursina Kotschy — алыча сирийская
- Prunus sogdiana Vassilcz. — алыча ферганская.

Эти пять видов алычи хорошо различаются между собой и занимают определённые географические ареалы в Средней и Передней Азии.
По информации базы данных The Plant List, в настоящее время отдельным видом считается только Prunus sogdiana.

## Ботаническое описание
Колючие ветвистые многоствольные деревья, иногда кустарники, с тонкими буровато-зелёными побегами, высотой 3—10 м.
Листья эллиптические, заострённые к верхушке.
Цветки белые или розовые, одиночные. Цветёт с последней декады марта.
Плоды — округлые сочные в состоянии спелости — жёлтые, розовые, красные, фиолетовые или почти чёрные костянки до 3 см в поперечнике, иногда удлинённые или приплюснутые, с лёгким восковым налётом и слабой продольной бороздкой и без неё. Созревают в июне — сентябре.
Кариотип: 2n=16.

## Распространение и среда обитания

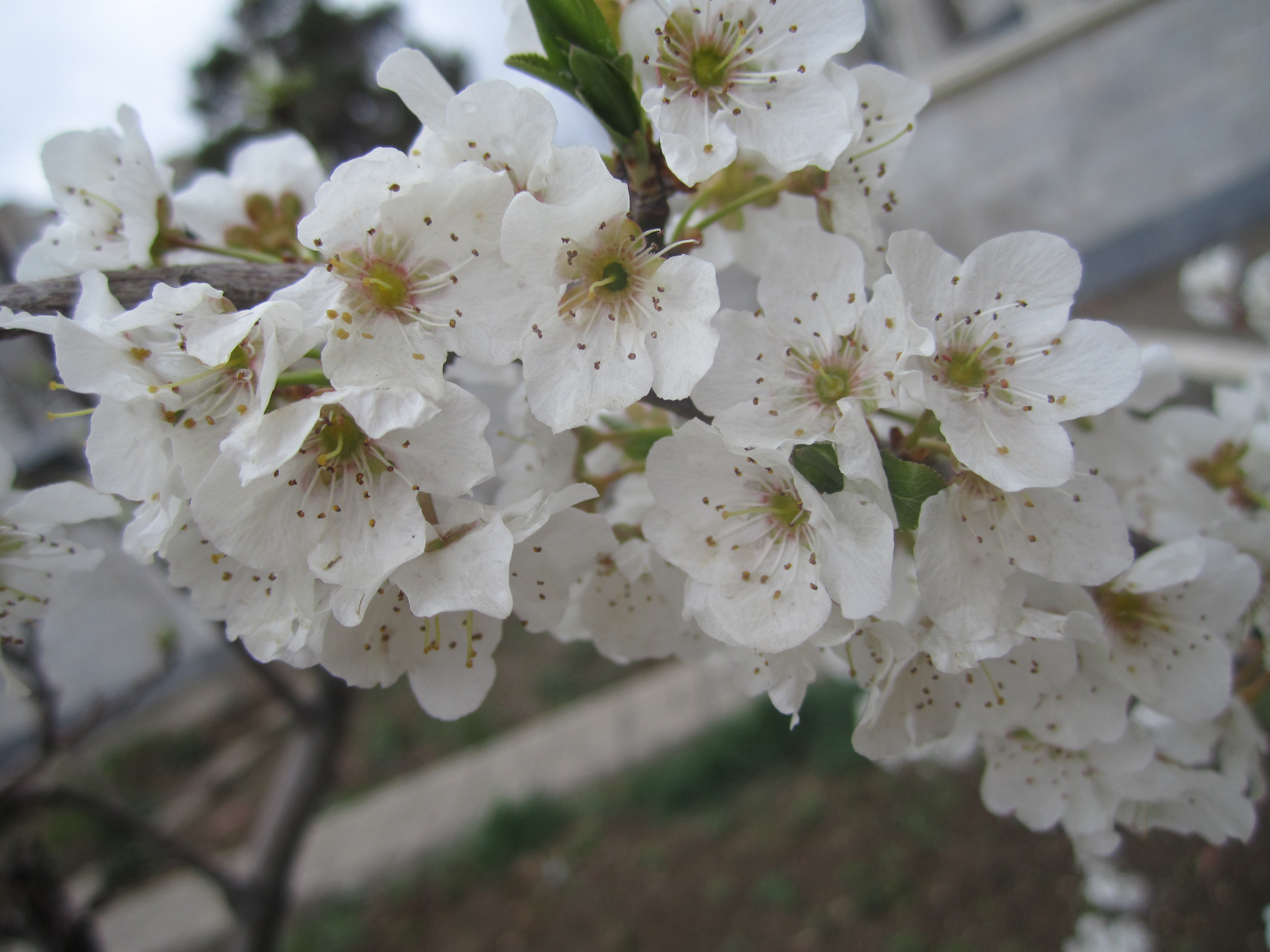
Цветки алычи

В диком виде и в культуре алыча распространена в гористой местности на Тянь-Шане, Балканах, в Средней и Малой Азии, в Иране, на Северном Кавказе и Закавказье, в Крыму, Молдавии и на юге Украины.
Алычу возделывают в России (в Краснодарском крае, в Ростовской, Белгородской, Смоленской, Курской, Воронежской, Брянской и других областях), на Украине, в Белоруссии, в государствах Азии и в Западной Европе.

## Хозяйственное значение и использование

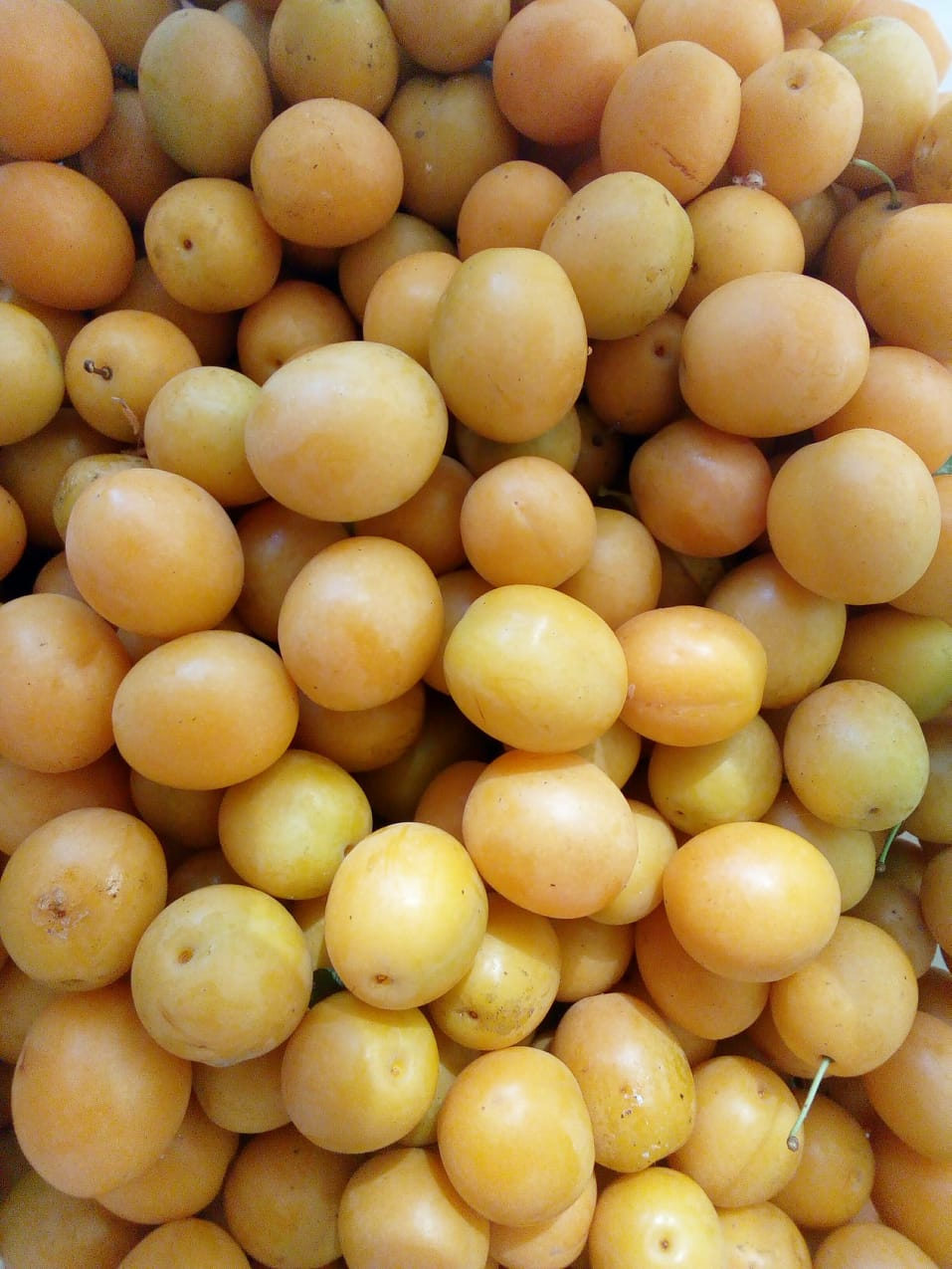
Собранная алыча

Алыча и её культурные сорта используются как плодовая культура. Урожайность взрослого дерева — до 300 кг. Плоды кисло-сладкие, используются свежими, печёными и в консервированном виде (компот, сиропы, варенье, повидло, желе, восточная пастила — лаваш из высушенного на солнце пюре из размятых слив, мармелад, сок, вино). Плоды алычи бывают разного цвета: жёлтые, розовые, оранжевые, красные, фиолетовые и даже пёстрые. Из сока делают эссенцию для лимонадов. Плоды (в том числе недозрелые) употребляются на Кавказе как приправа к супам, придающая кушаньям приятную кислоту. Основной компонент соуса ткемали.
В плодах содержится 5—7 % сахаров, 4—7 % лимонной кислоты, до 15 % пектиновых веществ, 6—17 мг % витамина А.
Сеянцы алычи применяются как подвой для персика, сливы и абрикоса.
Растение в пору цветения очень декоративно, поэтому используется при закладке садов и в ландшафтном дизайне.
Медонос.
Из семян культивируемых растений получают невысыхающее жирное масло, применяемое в медицине. Также используется как лечебно-диетическое средство при кашле и заболеваниях горла.
Домашними животными не поедается. В середине лета плоды вместе с косточками поедаются медведем, а в августе кабанами.
Древесина идёт на мелкие столярные и токарные поделки.

### В культуре
Алычу размножают черенкованием, отводками, прививкой и семенами. Для получения корнесобственного посадочного материала сорта алычи и сливы русской целесообразно размножать одревесневшими черенками, за исключением трудно укореняемых сортов 'Анджелено', 'Шатёр', 'Комета Поздняя', 'Найдёна', 'Дынная', которые следует размножать зелеными черенками.

## Гибриды

### Слива русская, или русская слива
Слива русская, или русская слива (лат. Prunus ×rossica Erem.) — новая косточковая культура, созданная в России в XX веке в результате гибридизации алычи и сливы китайской. Сочетает высокую продуктивность и выносливость алычи с крупноплодностью и хорошими вкусовыми качествами. Сливы русские регистрируются под родовым названием Алыча.
Некоторые сорта: 'Злато Скифов', 'Клеопатра', 'Кубанская Комета', 'Подарок Санкт-Петербургу', 'Путешественница'.

### Плумкот
В России скрестили русскую сливу (гибридную алычу) с абрикосом обыкновенным и дали гибриду название плумкот. Плумкоты зимостойки, продуктивны, косточка у них полуотделяющаяся, плоды массой около 20 г (на уровне 'Кубанской кометы').
Плумкот 'Колибри' ('Мышонок') — зимостойкий, карликовый (дерево не вырастает выше 3 м), хорошо черенкуется, плоды высокого качества. Плумкот 'Кубанский' — сеянец от свободного опыления 'Кубанской кометы' чёрным абрикосом; зимостойкость у него высокая, дерево слаборослое, раннего срока созревания (раньше, чем 'Колибри'), хорошо черенкуется. Оба сорта по зимостойкости могут подойти для средней полосы России. Испытания этих плумкотов ещё не завершены.

### Чёрный абрикос
Гибрид настоящей алычи (Prunus cerasifera) с абрикосом.

## Сорта

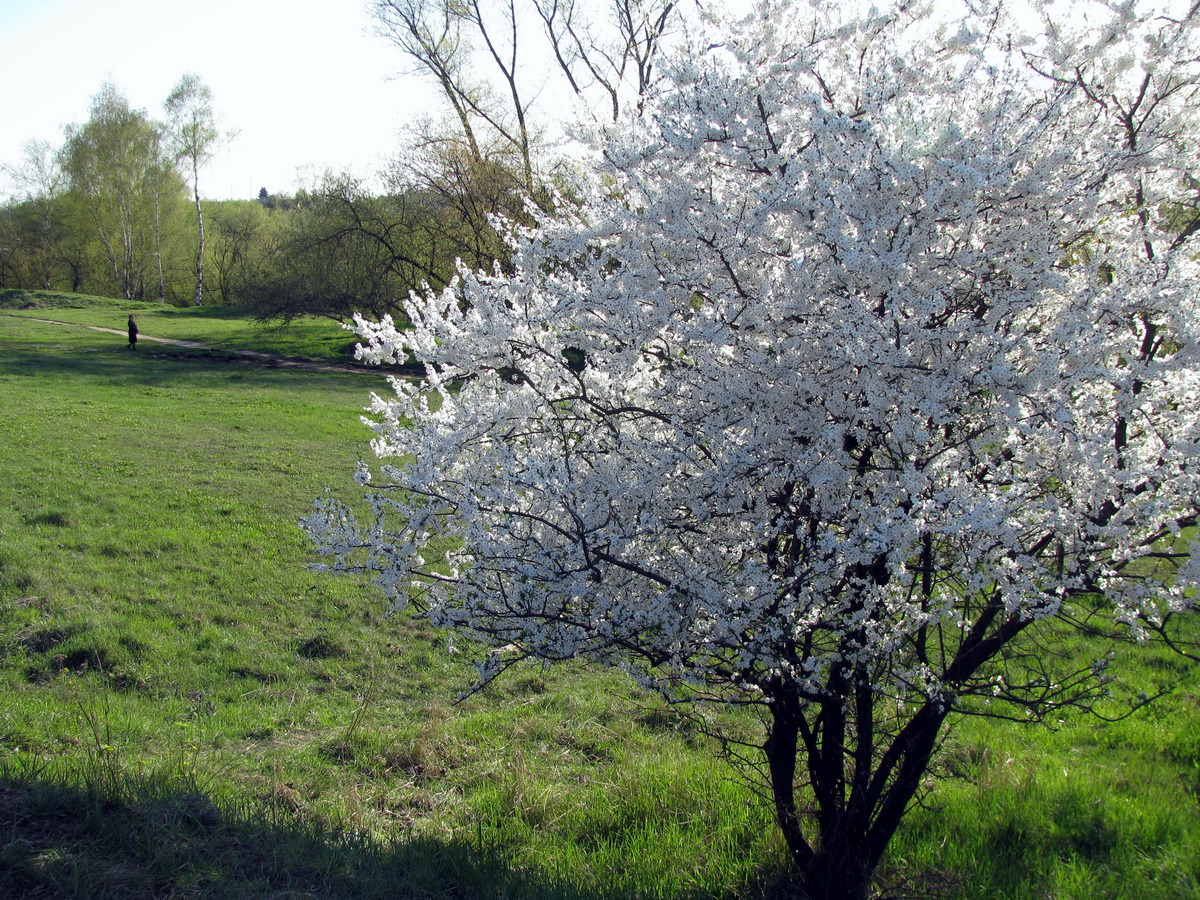
Цветущая алыча

Большинство сортов алычи и сливы русской относится к группе слаборослых, высота деревьев которых не превышает 3,3 м, и лишь 'Кремень', 'Глобус', 'Анджелено' вырастают до 4,0—4,2 м. Наименьший объём кроны (4,5—14,6 м3) имеют сорта 'Колонновидная', 'Комета Поздняя', 'Незнакомка', 'Евгения', а наибольший (25,6—31,9 м3) — 'Гек', 'Кремень', 'Глобус', что следует учитывать при подборе сортов для интенсивных насаждений.
По мощности ветвления сорта можно разделить на несколько условных групп:
- сорта со слабой мощностью ветвления (до 200 см на 1 пог. метр ветви): 'Кубанская Комета', 'Комета Поздняя', 'Шатёр', 'Евгения', 'Колонновидная';
- сорта со средней мощностью ветвления (200—400 см на 1 пог. метр ветви): 'Июльская Роза', 'Обильная', 'Глобус', 'Гек', 'Жемчужина', 'Кремень', 'Сарматка', 'Подарок Сад-Гиганту', 'Арбузная';
- сорта с высокой и очень высокой мощностью ветвления (400—800 и более см на 1 пог. метр ветви): 'Путешественница', 'Анджелено', 'Дынная', 'Найдёна', 'Пурпуровая', 'Незнакомка'.

В высокоинтенсивных и интенсивных насаждениях приемлемы сорта со слабой и средней мощностью ветвления.
Наиболее крупные плоды имеют сорта 'Обильная' (58,0 г) и 'Глобус' (61,0 г). Сорта 'Дынная', 'Незнакомка', 'Гек', 'Подарок Сад-Гиганту', 'Шатёр' — плоды массой 40,4-48,5 г, а 'Жемчужина', 'Кубанская Комета', 'Июльская Роза', 'Евгения', 'Комета Поздняя', 'Колонновидная' и 'Арбузная' — от 29,2 до 36,6 г. В плодах большинства изученных сортов содержание сухих веществ от 10,15 до 14,78 %, сахаров 6,73—10,0 %, витамина C 4,74—8,80 мг/100 г и антоцианов 339—784 мг/100 г. Дегустационная оценка вкуса и внешнего вида свежих плодов лучших сортов 'Июльская Роза', 'Комета Поздняя', 'Глобус', 'Дынная', 'Жемчужина' и 'Незнакомка' составила 4,6-4,9 балла, а сортов 'Евгения', 'Обильная', 'Найдёна' — 4,5 балла.

### Некоторые сорта
- 'Анастасия'
- 'Ариадна'
- 'Гек'
- 'Глобус'
- 'Десертная' ('Никитская красная 804', 'Консервная 804', 'Десертная Консервная')
- 'Дынная'
- 'Евгения'
- 'Злато Скифов'
- 'Июльская роза' ('Июньская Роза', 'Комета Ранняя')
- 'Карминная'
- 'Клеопатра'
- 'Колонновидная'
- 'Комета Поздняя'
- 'Кремень'
- 'Кубанская Комета'
- 'Мара'
- 'Найдёна'
- 'Несмеяна'
- 'Небеджаевская Ранняя'
- 'Обильная'
- 'Оленька'
- 'Пионерка'
- 'Подарок Сад-гиганту'
- 'Подарок Санкт-Петербургу'
- 'Пурпуровая'
- 'Путешественница'
- 'Сарматка'
- 'Сигма'
- 'Субхи Ранняя'
- 'Фиолетовая Десертная'
- 'Шатёр'
- 'Жемчужина'